# José Fleitas
José Eliseo Fleitas Villalba (sinh ngày 7 tháng 11 năm 1986 ở Bella Vista Norte, Paraguay) là một cầu thủ bóng đá người Paraguay hiện tại thi đấu cho Naval của Primera B Chilena.

## Đội bóng
- Cruz del Sur de Bariloche 2007-2009
- Deportivo Roca 2010-2012
- Textil Mandiyú 2012
- Naval 2013–nay